# Hamilton Camp
Hamilton Camp (Londra, 30 ottobre 1934 – Los Angeles, 2 ottobre 2005) è stato un attore e doppiatore britannico naturalizzato statunitense.

## Filmografia parziale

### Cinema
- Manicomio (Bedlam), regia di Mark Robson (1946)
- Le valli della solitudine (Mrs. Mike), regia di Louis King (1949)
- The Happy Years, regia di William Wellman (1950)
- La preda della belva (Outrage), regia di Ida Lupino (1950)
- La città nera (Dark City), regia di William Dieterle (1950) - non accreditato
- Kim, regia di Victor Saville (1950) - non accreditato
- Quando sarò grande (When I Grow Up), regia di Michael Kanin (1951)
- Il figlio del Dottor Jekyll (The Son of Dr. Jekyll), regia di Seymour Friedman (1951) - non accreditato
- Vedovo cerca moglie (Week-End with Father), regia di Douglas Sirk (1951) - non accreditato
- Mia cugina Rachele (My Cousin Rachel), regia di Henry Koster (1952) - non accreditato
- Titanic, regia di Jean Negulesco (1953) - non accreditato
- La mano vendicatrice (Ride Clear of Diablo), regia di Jesse Hibbs (1954) - non accreditato
- La sete del potere (Executive Suite), regia di Robert Wise (1954)
- Lo scudo dei Falworth (The Black Shield of Falworth), regia di Rudolph Maté (1954) - non accreditato
- Martedì grasso (Mardi Gras), regia di Edmund Goulding (1958) - non accreditato
- Too Tough to Care, regia di Dave Parker (1964)
- I pericoli di Paolina (The Perils of Pauline), regia di Herbert B. Leonard e Joshua Shelley (1967)
- Il laureato (The Graduate), regia di Mike Nichols (1967) - non accreditato
- The Cockeyed Cowboys of Calico County, regia di Anton Leader e Ranald MacDougall (1970)
- Vecchia America (Nickelodeon), regia di Peter Bogdanovich (1976)
- Il bandito e la "Madama" (Smokey and the Bandit), regia di Hal Needham (1977) - non accreditato
- American Hot Wax, regia di Floyd Mutrux (1978)
- Rabbit Test, regia di Joan Rivers (1978)
- Il paradiso può attendere (Heaven Can Wait), regia di Buck Henry (1978)
- Scontri stellari oltre la terza dimensione (Starcrash), regia di Luigi Cozzi (1978)
- Roadie - La via del rock (o Roadie - Le strade del rock) (Roadie), regia di Alan Rudolph (1980)
- Tutta una notte (All Night Long), regia di Jean-Claude Tramont (1981)
- S.O.B., regia di Blake Edwards (1981)
- La promessa di Satana (Evilspeak), regia di Eric Weston (1981)
- Eating Raoul, regia di Paul Bartel (1982)
- Il rally più pazzo d'Africa (Safari 3000), regia di Harry Hurwitz (1982)
- L'ospedale più pazzo del mondo (Young Doctors in Love), regia di Garry Marshall (1982)
- Sotto tiro (Under Fire), regia di Roger Spottiswoode (1983)
- Meatballs 2 (Meatballs Part II), regia di Ken Wiederhorn (1984)
- The Rosebud Beach Hotel, regia di Harry Hurwitz (1984)
- Una cotta importante (No Small Affair), regia di Jerry Schatzberg (1984)
- Per piacere... non salvarmi più la vita (City Heat), regia di Richard Benjamin (1984)
- Bird, regia di Clint Eastwood (1988)
- Bridesmaids, regia di Lila Garrett (1989)
- Arena, regia di Peter Manoogian (1989)
- Dick Tracy, regia di Warren Beatty (1990)
- Megaville, regia di Peter Lehner (1990)
- Let's Kill All the Lawyers, regia di Ron Senkowski (1992)
- Gordy, regia di Mark Lewis (1995)
- Almost Heroes, regia di Christopher Guest (1998)
- Le avventure di Joe Dirt (Joe Dirt), regia di Dennie Gordon (2001)
- Wishcraft, regia di Richard Wenk (2002)
- The 4th Tenor, regia di Harry Basil (2002)

### Televisione
- Mary Tyler Moore – serie TV, episodio 1x07 (1977)
- Vicini troppo vicini (Too Close for Comfort) – serie TV (1981)
- Tre cuori in affitto (Three's Company) – serie TV (1981)
- Un detective dal Paradiso (It Came Upon the Midnight Clear), regia di Peter H. Hunt – film TV (1984)
- CBS Storybreak – serie TV (1985-1988)
- Ai confini della realtà (The Twilight Zone) – serie TV, episodio 1x34 (1986)
- La mamma è sempre la mamma (Mama's Family) – serie TV (1989) - voce
- Bayside School (Saved by the Bell) – serie TV (1989)
- Cip & Ciop agenti speciali (Chip 'n Dale Rescue Rangers) – serie TV (1990)
- Bobby's World – serie TV (1992)
- Attack of the 50 Ft. Woman, regia di Christopher Guest – film TV (1993)
- Lois & Clark - Le nuove avventure di Superman (Lois & Clark: The New Adventures of Superman) – serie TV (1996-1997)
- Star Trek: Deep Space Nine – serie TV, episodi 5x20-6x10 (1997-1998)
- Star Trek: Voyager – serie TV, episodio 5x03 (1998)
- Out of Order – miniserie TV (2003)

### Doppiatore
- Scontri stellari oltre la terza dimensione (Star crash) (1978) - voce originale di Judd Hamilton
- I Puffi (The Smurfs) – serie animata (1981-1989)
- Twice Upon a Time, regia di John Korty (1983)
- The New Scooby and Scrappy-Doo Show – serie animata (1984)
- Il fiuto di Sherlock Holmes (名探偵ホームズ, conosciuto nel Regno Unito come Sherlock Hound) – serie animata (1984-1985)
- I figli della Pantera Rosa (Pink Panther and Sons) – serie animata (1984)
- I 13 fantasmi di Scooby-Doo (The 13 Ghosts of Scooby-Doo) – serie animata (1985)
- The Flintstone Kids – serie animata (1985-1988)
- Foofur superstar (Foofur) – serie animata (1986-1988)
- DuckTales - Avventure di paperi (Duck Tales) - serie animata (1987-1990)
- La grande fuga di Yoghi (Yogi's Great Escape) – film di animazione (1987)
- Scooby-Doo e i Boo Brothers (Scooby-Doo Meets the Boo Brothers) – film di animazione (1987)
- I pronipoti incontrano gli antenati (The Jetsons Meet the Flintstones) – film di animazione (1987)
- Rockin' with Judy Jetson – film di animazione (1988)
- Scooby-Doo e la scuola del brivido (Scooby-Doo and the Ghoul School) – film di animazione (1988)
- The Completely Mental Misadventures of Ed Grimley – serie animata (1988)
- The Flintstone Kids' "Just Say No" Special – film di animazione (1988)
- Il Cucciolo Scooby-Doo (A Pup Named Scooby-Doo) – serie animata (1988)
- Scooby-Doo e il lupo mannaro (Scooby-Doo and the Reluctant Werewolf) – film di animazione (1988)
- The Further Adventures of SuperTed – serie animata (1989)
- I Gummi (Adventures of the Gummi Bears) – serie animata (1989 - 1991)
- Betty Boop's Hollywood Mystery – film di animazione (1989)
- La sirenetta (The Little Mermaid) – film di animazione (1989)
- Paddington Bear – serie animata (1989-1990)
- Potsworth & Co. (Midnight Patrol: Adventures in the Dream Zone) – serie animata (1990)
- TaleSpin – serie animata (1990-1991)
- I favolosi Tiny (Tiny Toon Adventures) – serie animata (1990)
- Mostri o non mostri... tutti a scuola (Gravedale High) – serie animata (1990)
- Le nuove avventure di Winnie the Pooh (The New Adventures of Winnie the Pooh) – serie animata (1991)
- Darkwing Duck – serie animata (1991-1992)
- Space Cats – serie animata (1991)
- I pirati dell'acqua nera (The Pirates of Dark Water) – serie animata (1991)
- Bonkers - Gatto combinaguai (Bonkers) – serie animata (1993)
- Tartarughe Ninja alla riscossa (Teenage Mutant Ninja Turtles) – serie animata (1993)
- The Tick – serie animata (1994-1996)
- Aladdin – serie animata (1994-1995)
- Hubie all'inseguimento della pietra verde (The Pebble and the Penguin) – film di animazione (1995)
- Le avventure di Felix il gatto (The Twisted Tales of Felix the Cat) – serie animata (1995)
- Le nuove avventure di Charlie (All Dogs Go to Heaven 2) – film di animazione (1996)
- Full Throttle (1995)
- La vita con Louie (Life with Louie) – serie animata (1997)
- Adventures from the Book of Virtues – serie animata (1997)
- Il dottor Dolittle (Dr. Dolittle), regia di Betty Thomas (1998) – voce
- The Zeta Project – serie animata (2001)
- House of Mouse - Il Topoclub (Disney's House of Mouse) – serie animata (2001-2002)
- Il laboratorio di Dexter (Dexter's Laboratory) – serie animata (2002)
- Brave: The Search for Spirit Dancer (2005)
- Le tenebrose avventure di Billy e Mandy (The Grim Adventures of Billy & Mandy) – serie animata (2006)

## Doppiatori italiani
Nelle versioni in italiano delle opere in cui ha recitato, Hamilton Camp è stato doppiato da:
- Massimo Turci in La mano vendicatrice
- Gianfranco Bellini in Scontri stellari oltre la terza dimensione
- Sergio Tedesco in Almost Heroes
- Gerolamo Alchieri in Desperate Housewives

Da doppiatore è sostituito da:
- Tatiana Dessi, Mauro Gravina e Gianni Williams ne I Puffi
- Massimo Rinaldi in DuckTales - Avventure di paperi
- Pino Ammendola in Darkwing Duck (1ª voce)
- Roberto Certomà in Darkwing Duck (2ª voce)